# Crystallaria
Crystallaria är ett släkte av fiskar. Crystallaria ingår i familjen abborrfiskar.
Kladogram enligt Catalogue of Life:
| Crystallaria | \| \| Crystallaria asprella \| \| \| \| \| \| Crystallaria cincotta \| \| \| \| |
|              | \| \| Crystallaria asprella \| \| \| \| \| \| Crystallaria cincotta \| \| \| \| |
|              | Ammocrypta                                                                      |
|              |                                                                                 |
|              | Etheostoma                                                                      |
|              |                                                                                 |
|              | Gymnocephalus                                                                   |
|              |                                                                                 |
|              | Perca                                                                           |
|              |                                                                                 |
|              | Percarina                                                                       |
|              |                                                                                 |
|              | Percina                                                                         |
|              |                                                                                 |
|              | Romanichthys                                                                    |
|              |                                                                                 |
|              | Sander                                                                          |
|              |                                                                                 |
|              | Zingel                                                                          |
|              |                                                                                 |
|              | Crystallaria asprella                                                           |
|              |                                                                                 |
|              | Crystallaria cincotta                                                           |
|              |                                                                                 |

|  | Crystallaria asprella |
|  |                       |
|  | Crystallaria cincotta |
|  |                       |